# Muldenbrücke Nerchau
Die  Muldenbrücke Nerchau  ist Teil der Bundesautobahn 14 und überspannt beim Grimmaer Ortsteil Nerchau die Vereinigte Mulde sowie auf dem Westufer die Talaue mit der Ortsverbindungsstraße von Grimma OT Bahren nach Trebsen OT Wednig. Die 342 Meter lange Balkenbrücke wurde von 1970 bis 1971 als Abschnitt des Autobahnabschnittes Leipzig/Ost–Dreieck Nossen errichtet.

## Lage und Ausführung

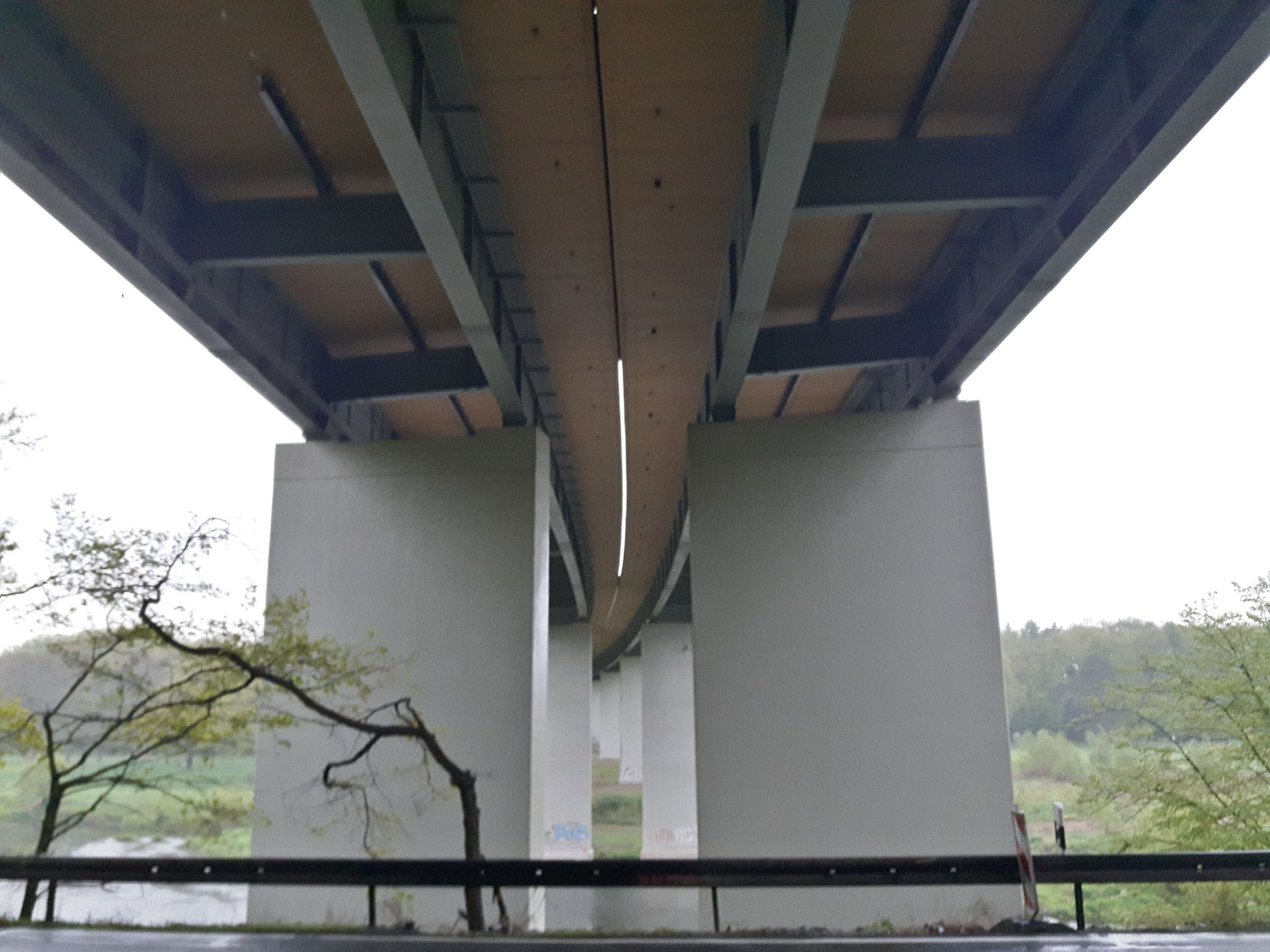
Mittelspalte

Die Brücke befindet sich im Norden Grimmas zwischen den Stadtteilen Bahren und Nerchau und überbrückt das Tal der Vereinigten Mulde in einer Höhe von rund 30 Metern über der Talsohle.
Das Bauwerk besteht aus zwei parallelen stählernen Doppelträgern, auf denen die zwei aus Stahlbeton bestehenden sich einander nicht berührenden Richtungsfahrbahnen liegen (Stahlverbund-Überbau / Fertigteilspannbeton). Weil diese Stahlbetonplatten zum Teil schon sehr verschlissen sind, wurden bei der Notsanierung 2014 die Fahrbahnen zulasten der äußeren Standspuren seitlich nach innen verschoben.
Die Stützweiten zwischen den fünf Pfeilerpaaren von West nach Ost betragen 41,9 m – 56,8 m – 56,8 m – 56,8 m – 71,5 m (Mulde) – 57 m.
Die Höhen betragen:
- Flußbettsohle der Vereinigten Mulde: 117 m NN
- Hochwassermarke 2002 am östlichen Uferpfeiler Nähe Muldentalbahnradweg: 127 m NN
- Konstruktions-Oberkante: 143 m NN
- Höhendifferenz gesamtes Brückenbauwerk = 36 m

## Neubau
Die Standzeit der Brücke geht aufgrund der seit etwa 1990 stark gestiegenen Verkehrsbelastung, insbesondere durch Schwerverkehr, ihrem Ende zu. Auch hinterließ das katastrophale Hochwasser 2002 wirtschaftlich nicht sinnvoll reparierbare Schäden an Pfeilern. Daher muss bis circa 2028 ein Ersatzneubau stehen. Um dies in der naturräumlichen Enge und unter Beibehaltung der Verkehrsströme realisieren zu können, erfolgte nach Abschluss der 2021 begonnenn Bauvorbereitungen (Baumfällungen, Suche nach Altmunition, archäologischen Untersuchungen sowie Leitungsverlegungen) und dem offiziellen Start der Bauarbeiten im Oktober 2022 die Konstruktion eines Behelfsbauwerkes mit 361 m Länge. Es wurde südlich der Bestandsbrücke, von Westen beginnend, bis Mai 2025 eingeschoben. Diese 2700 t wiegende Stahlkonstruktion folgt dem gekrümmten Verlauf der Brücke, was den Einschub besonders anspruchsvoll machte. Als Gleitmittel wurden hierbei Teflon und Fit eingesetzt. Bis Sommer 2026 sollen die Fahrbahnplatte für vier Behelfsfahrspuren darauf aufgebracht und die Behelfsbrücke für den Verkehr freigegeben sein. Danach wird der alte Brückenzug Richtung Leipzig abgerissen, neu gebaut und der gesamte Verkehr mit je zwei Behelfsfahrspuren pro Richtung auf diese gelegt. Als Nächstes soll dann der jetzige Brückenzug in Fahrtrichtung Dresden abgebrochen werden. Nach der Errichtung neuer Pfeiler für den Brückenzug  in Richtung Dresden ist vorgesehen, die jetzige Behelfsbrücke nordwärts auf diese neuen Pfeiler zu schieben und dann dauerhaft zweispurig für die Fahrtrichtung Dresden zu nutzen. Die Gesamtkosten für das Projekt werden mit 80 MIllionen € angegeben, die erwartete Verkehrsbelastung im Jahr 2030 mit 45700 Kfz/Tag.

## Besonderes
Erbaut wurde die Brücke von Stahlbau Dessau und stellte mit Gefälle und Krümmung hohe Anforderungen an den mit einem besonderen Klebverfahren ausgeführten Brückenbau.
Der Brückenbau war im Rahmen des Neubaus der Autobahn Leipzig–Nossen durch die geschwungene Kurvenform mit Fahrbahnanstieg eine besondere Herausforderung.
Während des Hochwassers im August 2002 war das Bauwerk wochenlang die einzige regionale Überquerungsmöglichkeit der Mulde. Die zwei direkt am westlichen Muldenufer stehenden Brückenpfeiler wurden von den Hochwässern 2002 und 2013 nicht beeinträchtigt, da sie massiv genug ausgeführt waren.
Am Vormittag des 29. Juli 2025 stürzte ein von der Bundeswehr genutzter H135 ((D-HCDL) der DL Helicopter Technik) südwestlich der Muldenbrücke Nerchau in die Mulde. Zwei Bundeswehrangehörige des Hubschraubergeschwaders 64 aus Holzdorf sind dabei getötet worden, eine Person gilt als vermisst.

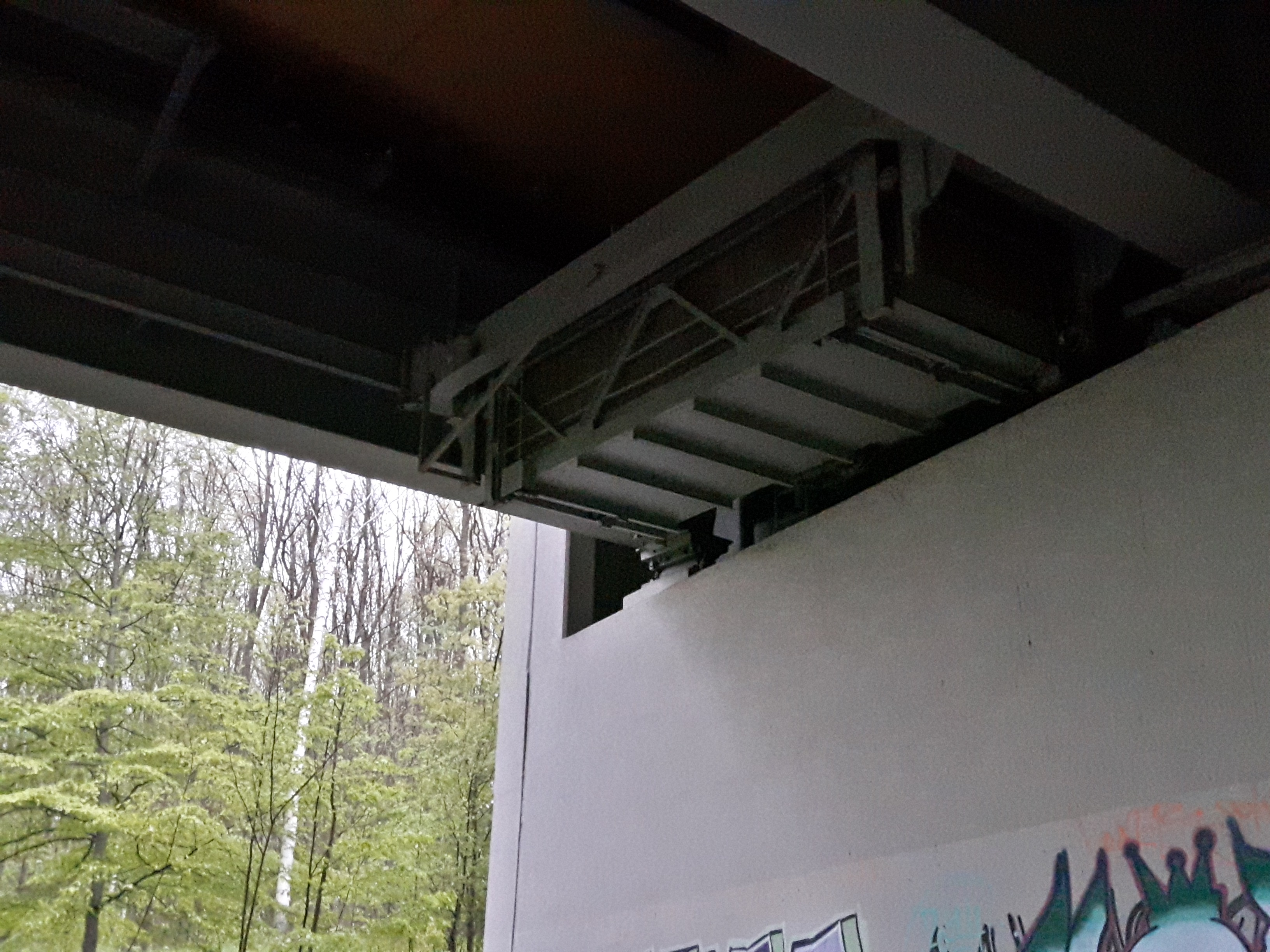
Eine der beiden Wartungsgondeln
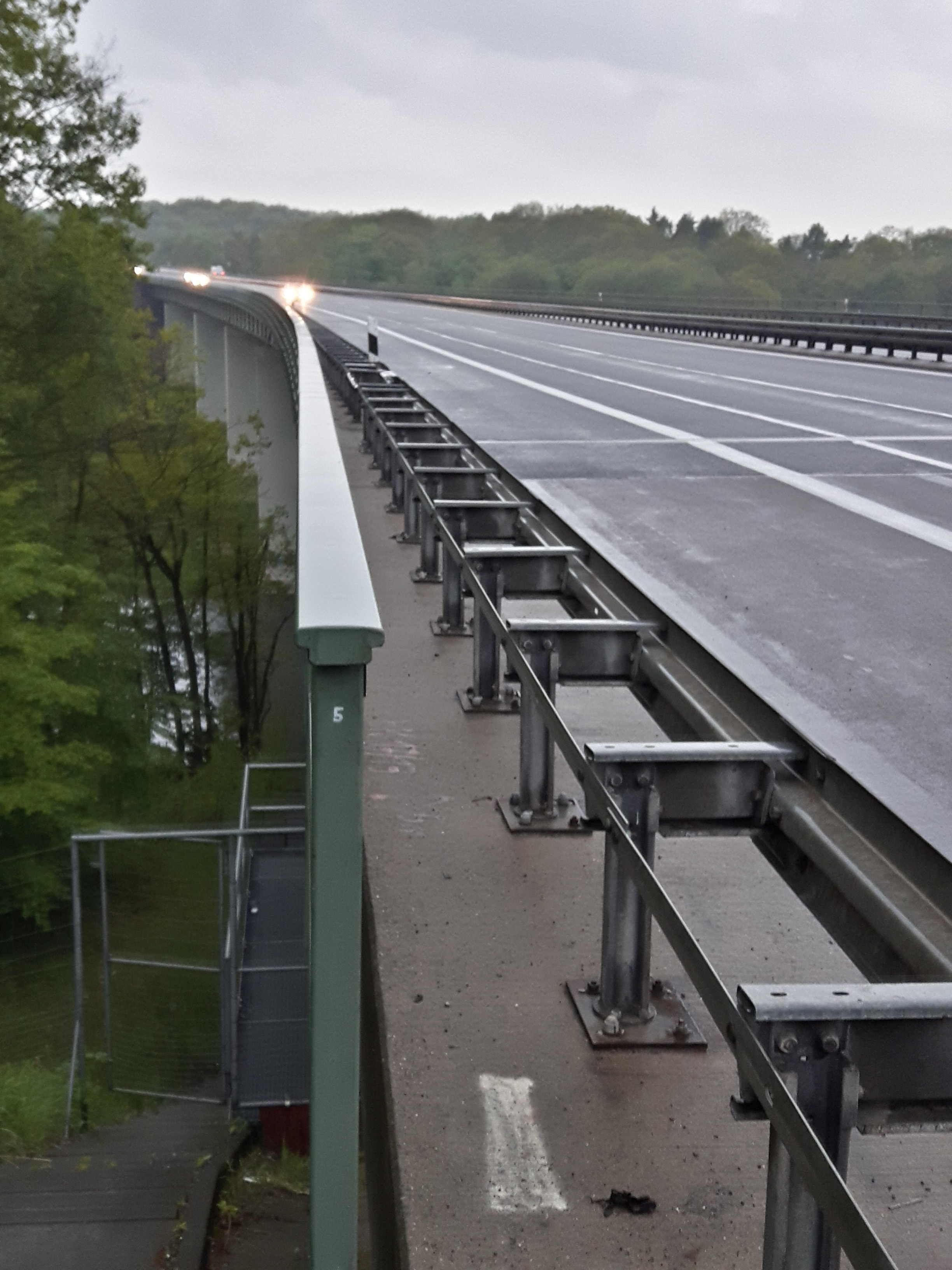
Ansicht der Straßenführung
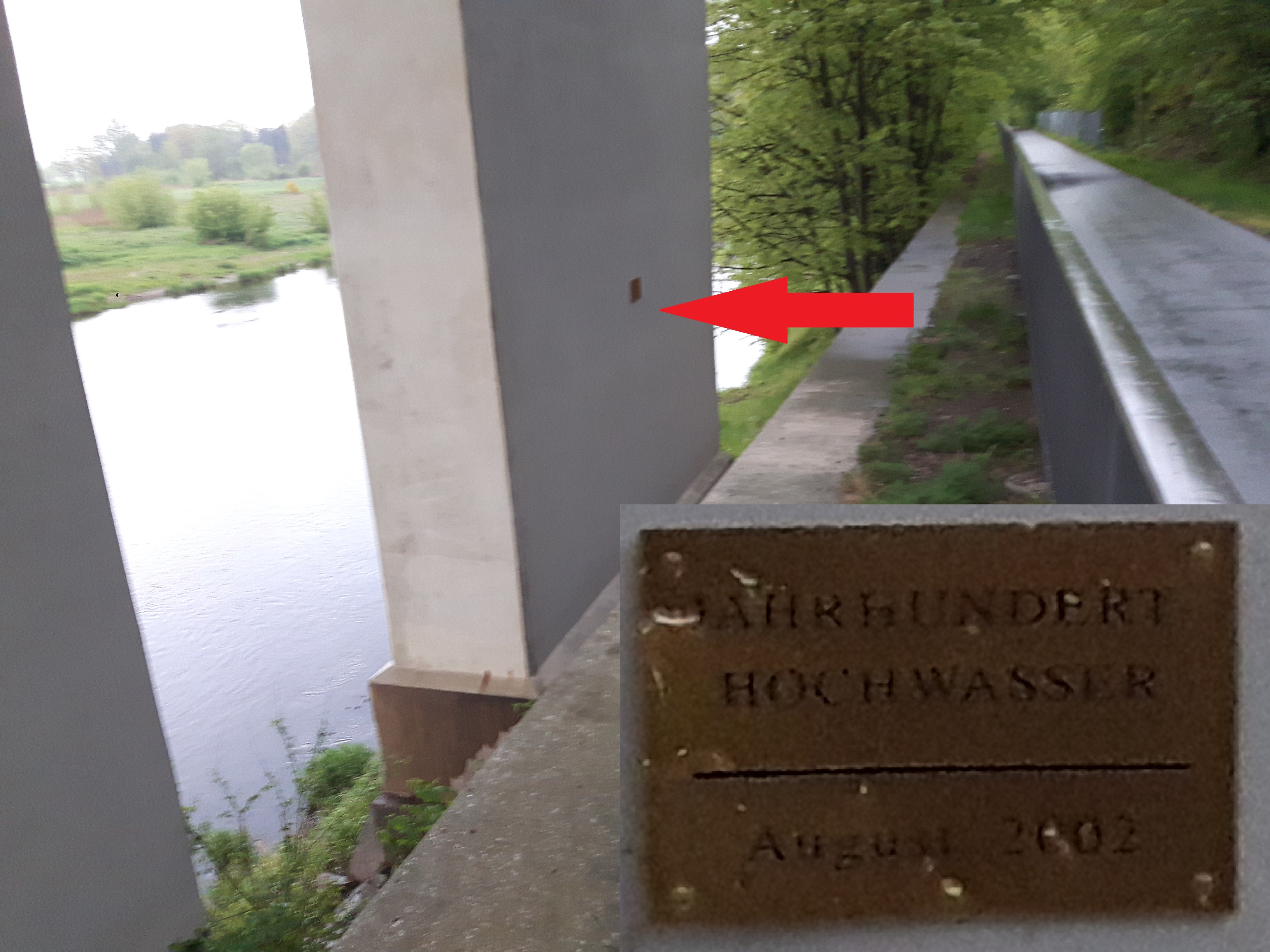
Hochwassermarke von 2002